# Galo Plaza Lasso
Galo Plaza Lasso (ur. 17 lutego 1906 w Nowym Jorku, zm. 22 stycznia 1987 w Quito) – ekwadorski polityk i posiadacz ziemski, minister wojny (1938), ambasador w Stanach Zjednoczonych (1944-1946), prezydent Ekwadoru (1948-1952) z ramienia Partii Liberalnej (na ten urząd kandydował jeszcze w 1960), przedstawiciel Organizacji Narodów Zjednoczonych w Libanie (1958), Kongo (1960) oraz na Cyprze (1964-1965), sekretarz generalny Organizacji Państw Amerykańskich (1968-1975).
Jego ojcem był Leonidas Plaza Gutierrez, prezydent Ekwadoru w latach 1901-1905.